# 奧雷拉 (內布拉斯加州)
奧雷拉（英語：Orella）是位於美國內布拉斯加州蘇縣的非建制地區。

## 歷史
奧雷拉的郵局於1910年設立，其後於1957年停運。

## 地理
奧雷拉所處的海拔為高於海平面1135米（即3724英呎），而該地所採用的時區為UTC-7，即北美山地時區（MST）。同時該地設有夏令時間，為UTC-7調快一小時，即UTC-6（MDT）。